# 蹇泽西
蹇泽西（1963年8月—），重庆市江津区人，中华人民共和国政治人物。

## 生平
1963年8月，蹇泽西出生在四川省江津专区江津县（今重庆市江津区）。1981年，蹇泽西进入四川农业学院（今四川农业大学）化学系土壤农化专业学习。
1985年大学毕业后，蹇泽西成为四川省江津县（市）农牧渔业局土肥站工作员、副站长，1990年2月加入中国共产党，1996年8月升任江津市农牧渔业局副局长。1999年4月，蹇泽西下调出任李市镇党委书记。2000年8月，蹇泽西出任江津市交通局局长、党组书记。2003年2月，蹇泽西出任中共江津市委常委、组织部部长，2007年2月转任常务副区长。2010年4月，蹇泽西转任中共重庆市南岸区委常委，同年10月兼任副区长。2012年10月，蹇泽西调任中共重庆市潼南县委副书记、副县长、代理县长，同年11月正式出任县长。
2016年2月，蹇泽西调任中共石柱土家族自治县委书记。
2021年9月，蹇泽西成为重庆市人民代表大会民族宗教侨务外事委员会副主任委员，2023年1月升任主任委员。

### 落马
2024年11月8日，蹇泽西涉嫌严重违纪违法接受重庆市纪委监委纪律审查和监察调查。